# Tarxien Rainbows Football Club
Tarxien Rainbows Football Club è una società calcistica maltese con sede nella città di Tarxien.
Nella stagione 2025-2026 milita in Premier League, la prima divisione del campionato maltese.

## Storia
Il club è stato fondato nel 1944 con il nome Little Rainbows. Nella sua storia, il club ha collezionato 16 partecipazioni alla massima divisione maltese.

## Organico

### Rosa 2020-2021
Aggiornata al 28 settembre 2020.
| N. |                       | Ruolo | Calciatore        |
| -- | --------------------- | ----- | ----------------- |
| 1  | Portogallo (bandiera) | P     | Daniel Fernandes  |
| 2  | Brasile (bandiera)    | D     | Anderson Carneiro |
| 3  | Malta (bandiera)      | D     | Cedric Zahra      |
| 4  | Malta (bandiera)      | C     | Brandon Muscat    |
| 6  | Malta (bandiera)      | D     | Daniel Zerafa     |
| 7  | Malta (bandiera)      | C     | Daren Falzon      |
| 8  | Malta (bandiera)      | C     | Matthew Spiteri   |
| 9  | Slovenia (bandiera)   | A     | Vito Plut         |
| 10 | Brasile (bandiera)    | C     | Lincoln           |
| 11 | Brasile (bandiera)    | A     | Vanger            |
| 13 | Brasile (bandiera)    | D     | Eduardo Rosado    |
| 15 | Malta (bandiera)      | A     | Luke Sciberras    |

| N. |                     | Ruolo | Calciatore        |
| -- | ------------------- | ----- | ----------------- |
| 16 | Malta (bandiera)    | D     | Karl Pulo         |
| 17 | Brasile (bandiera)  | A     | Ricardo Pires     |
| 18 | Malta (bandiera)    | D     | Kyle Gatt         |
| 19 | Malta (bandiera)    | D     | Matthew Tabone    |
| 20 | Giappone (bandiera) | C     | Yuki Omuro        |
| 21 | Giappone (bandiera) | C     | Shunsuke Kanayama |
| 22 | Malta (bandiera)    | C     | Miguel Ciantar    |
| 23 | Malta (bandiera)    | C     | Misael Miranda    |
| 33 | Malta (bandiera)    | A     | Dale Tabone       |
| 39 | Malta (bandiera)    | D     | Keith Attard      |
| 94 | Malta (bandiera)    | P     | Jurgen Borg       |

### Rosa 2018-2019
| N. |                      | Ruolo | Calciatore       |
| -- | -------------------- | ----- | ---------------- |
| 1  | Malta (bandiera)     | P     | Andrea Cassar    |
| 2  | Italia (bandiera)    | D     | Marco Botta      |
| 3  | Italia (bandiera)    | D     | Thomas Veronese  |
| 4  | Germania (bandiera)  | D     | Jens Wemmer      |
| 5  | Argentina (bandiera) | D     | Juan Gill        |
| 6  | Malta (bandiera)     | D     | Daniel Zerafa    |
| 7  | Malta (bandiera)     | C     | Matthew Brincat  |
| 8  | Malta (bandiera)     | C     | Matthew Spiteri  |
| 9  | Italia (bandiera)    | A     | Michele Paolucci |
| 10 | Malta (bandiera)     | C     | Gabriel Aquilina |
| 11 | Malta (bandiera)     | C     | Daren Falzon     |

| N. |                    | Ruolo | Calciatore        |
| -- | ------------------ | ----- | ----------------- |
| 14 | Malta (bandiera)   | C     | Andrew Agius      |
| 15 | Malta (bandiera)   | D     | Luke Grech        |
| 16 | Malta (bandiera)   | A     | Siraj Arab        |
| 17 | Francia (bandiera) | D     | Prince Mambouana  |
| 18 | Brasile (bandiera) | C     | Dê                |
| 19 | Malta (bandiera)   | D     | Matthew Tabone    |
| 22 | Malta (bandiera)   | C     | Miguel Ciantar    |
| 23 | Brasile (bandiera) | A     | Ricardinho        |
| 28 | Svezia (bandiera)  | A     | Alexander Nilsson |
| 30 | Brasile (bandiera) | A     | Jacson            |
| 32 | Malta (bandiera)   | P     | Maverick Buhagiar |

## Palmarès

### Competizioni nazionali
- First Division (Malta): 1

2008-09
- Second Division (Malta): 2

2002-2003, 2004-2005

### Altri piazzamenti
- Coppa di Malta:

Semifinalista: 2009-2010, 2010-2011